# Zolotonosha
Zolotonosha (em ucraniano:   Золотоноша) é uma cidade da Ucrânia, situada no Oblast de Tcherkássi. Tem 21,65 km² de área e sua população em 2020 foi estimada em 27.664 habitantes.